# EvergreenHealth
EvergreenHealth — американская региональная система здравоохранения, базирующаяся в пригородах Сиэтла, штат Вашингтон. В её состав входят две больницы общего профиля в Керкленде и Монро, а также несколько небольших клиник и пунктов неотложной медицинской помощи в округах Кинг и Снохомиш.

## Учреждения
EvergreenHealth Kirkland — это больница общего типа на 318 коек в Керкленде, штат Вашингтон, расположенная недалеко от межштатной автомагистрали 405 и торгового центра Totem Lake. Больница была открыта в 1972 году и является ведущим учреждением в системе EvergreenHealth. В её состав входят несколько специализированных зданий, объединённых в один кампус.
EvergreenHealth Monroe — это больница общего профиля на 112 коек в Монро, штат Вашингтон, пригородном городе в восточном округе Снохомиш. Больница основана в 1949 году под названием Valley General Hospital, а с 1960 по 2014 год находилась в ведении общественного госпиталя. В ней также находилась отдельная клиника, которая управлялась некоммерческой организацией Group Health с 1996 по 2003 год.
EvergreenHealth также занимается управлением центрами первичной медицинской помощи и клиниками в Каньон-Парке, Дювале, Кенморе, Керкленде, Милл-Крике, Монро, Редмонде, Саммамише, Султане и Вудинвилле.

## Организация
EvergreenHealth насчитывает 4500 сотрудников, в том числе 1100 врачей и 500 добровольцев. Она управляется выборным советом уполномоченных из округа, который охватывает большую часть северной части Истсайда. Размер совета уполномоченных был увеличен с пяти до семи мест в 2016 году. Учреждением в Монро управляет совет, в который входят пять членов комиссии, представляющих EvergreenHealth и государственную больницу округа Снохомиш.
В 2018 году общий доход EvergreenHealth составил 1,9 млрд долларов, в основном от Медикэр и частных страховщиков. Общие расходы составили 702,8 млн долларов. В учреждениях округа Кинг было зарегистрировано 340 146 посещений пациентов, а в округе Снохомиш — 16 257 посещений. EvergreenHealth является частью Eastside Health Alliance, который также включает в себя медицинский центр Overlake Hospital и сотрудничает с Seattle Cancer Care Alliance.